# Лафурш-Кроссінг (Луїзіана)
Лафурш-Кроссінг (англ. Lafourche Crossing) — переписна місцевість (CDP) в США, в окрузі Лафурш штату Луїзіана. Населення — 2427 осіб (2020).

## Географія
Лафурш-Кроссінг розташований за координатами 29°46′3″ пн. ш. 90°46′11″ зх. д. / 29.76750° пн. ш. 90.76972° зх. д. (29.767458, -90.769686).  За даними Бюро перепису населення США в 2010 році переписна місцевість мала площу 10,90 км², уся площа — суходіл.

## Демографія
Згідно з переписом 2010 року, у переписній місцевості мешкали 2002 особи в 746 домогосподарствах у складі 574 родин. Густота населення становила 184 особи/км².  Було 800 помешкань (73/км²).
Расовий склад населення:
| - 84,7 % — білих - 11,8 % — чорних або афроамериканців - 0,7 % — корінних американців - 0,6 % — азіатів |

До двох чи більше рас належало 1,5 %. Частка іспаномовних становила 1,8 % від усіх жителів.
За віковим діапазоном населення розподілялося таким чином: 23,9 % — особи молодші 18 років, 63,0 % — особи у віці 18—64 років, 13,1 % — особи у віці 65 років та старші. Медіана віку мешканця становила 37,0 року. На 100 осіб жіночої статі у переписній місцевості припадало 100,2 чоловіків;  на 100 жінок у віці від 18 років та старших — 95,9 чоловіків також старших 18 років.
Середній дохід на одне домашнє господарство  становив 88 401 долар США (медіана — 74 226), а середній дохід на одну сім'ю — 89 054 долари (медіана — 89 205). За межею бідності перебувало 5,8 % осіб, у тому числі 0,0 % дітей у віці до 18 років та 17,3 % осіб у віці 65 років та старших.
Цивільне працевлаштоване населення становило 957 осіб. Основні галузі зайнятості: освіта, охорона здоров'я та соціальна допомога — 28,4 %, транспорт — 12,4 %, сільське господарство, лісництво, риболовля — 10,7 %, виробництво — 9,3 %.